# Personer i Sverige födda i Kroatien
Till personer i Sverige födda i Kroatien räknas personer som är folkbokförda i Sverige och som har sitt ursprung i Kroatien. Enligt Statistiska centralbyrån fanns det 2017 i Sverige sammanlagt cirka 10 300 personer födda i Kroatien. Artikeln behandlar även kroatisk invandring från innan 1992, då Kroatien blev ett självständigt land, och från andra områden än det nuvarande Kroatien.
Det finns uppskattningsvis 35 000 invånare som idag lever i Sverige med kroatisk eller delvis kroatisk härkomst. Merparten av dessa har sitt ursprung från Kroatien och Bosnien-Hercegovina där kroaterna är en autokton folkgrupp. En mindre del härstammar från de traditionella kroatiska minoriteterna bosatta utanför Kroatien och Bosnien och Hercegovina, däribland det österrikiska förbundslandet Burgenland (se burgenlandkroater), den serbiska provinsen Vojvodina (se Bunjevci och Šokci) eller Kosovo (se Janjevci). 
En majoritet av de personer som har kroatiskt ursprung eller härkomst är personer eller barn till de personer som på 1960–1970-talet anlände från dåvarande Jugoslavien till Sverige som då var i behov arbetskraft. En av de första med dokumenterad kroatisk härkomst i Sverige var Ivan Anž Frankopan, medlem av Frankopanätten och svensk fogde under 1400-talet i den svenska kungen Erik av Pommerns tjänst. 
Svenskkroater lever i hela Sverige men är företrädandevis bosatta i de södra och västra delarna av Sverige (Västra Götalands län, Skåne, Halland och Småland). Tillsammans med andra utlandskroater utgör de en del av den världsomfattande kroatiska diasporan. Svenskkroater med kroatiskt medborgskap betjänas av Kroatiens representation i Stockholm.

## Historia

### Den första kroatiska immigrationen (1940–1950-talet)
I slutet av andra världskriget och kort därefter kom många kroater att emigrera från det dåvarande Jugoslavien. Av dessa emigranter som antingen flydde den nya kommunistiska regimen eller var statslösa sökte sig en del till Sverige. Antalet kroatiska immigranter till Sverige var dock obetydlig i jämförelse med den emigration som skedde till andra länder såsom USA, Argentina och Australien.

### Kroatisk arbetskraftsinvandring (1960–1980-talet)
Under slutet av 1950-talet började kroater att komma till Sverige som arbetskraftsinvandrare. Den svenska industrin var vid tidpunkten i stort behov av arbetskraft och år 1964 avskaffades visumkravet för jugoslaviska medborgare. Avskaffandet av visumkravet ledde till en tilltagande migrationsvåg av kroater till Sverige. De kroatiska migranterna bosatte sig företrädandevis i större industristäder såsom Göteborg, Malmö och Stockholm. Många kroater, liksom övriga etniciteter från dåvarande Jugoslavien, kom att söka sig till Göteborg där företaget SKF aktivt värvade arbetskraft från södra Europa. År 1971 bestod företagets arbetskraft till 42% av arbetskraftsinvandrare.
Arbetskraftsinvandrare från dåvarande Jugoslavien redovisades inte efter etnicitet och det är därför svårt att uppskatta hur stor andel av de jugoslaviska medborgarna som var kroater eller av annan etnicitet. Den kroatiska immigrationen till Sverige kulminerade under 1960–1970-talet. Under 1970-talet drabbades den svenska ekonomin av en lågkonjunktur och arbetskraftsinvandringen kom av denna anledning att regleras. År 1967 infördes nya regleringar som gjorde gällande att de som sökte arbete i Sverige skulle ha ordnad bostad och arbetserbjudande på förhand. Sverige hade dock slutit ett arbetskraftsavtal med Jugoslavien år 1966 och kroater liksom andra jugoslaviska medborgare fortsatte att immigrera till Sverige (se svensk migrationshistoria). Under denna period grundades flera jugoslaviska kultur- och sportföreningar i Sverige. Då dessa föreningar ofta var serbdominerade valde många kroater att inte ansluta sig till dem. Med stöd från kroatiska myndigheter i sitt forna hemland startades under 1970-talet flera kroatiska föreningar i Sverige.
Merparten av de kroatiska immigranterna under 1960-1980-talet sökte sig till Sverige av ekonomiska skäl medan en mindre del flydde av politiska skäl. Under slutet av 1970-talet och början av 1980-talet stagnerade den kroatiska immigrationen till Sverige.

### Kroatisk flyktinginvandring (1990–talet)
I slutet av 1980-talet försvagades kommunistregimerna i Öst- och Centraleuropa. Allt fler människor krävde kommunistregeringarnas avgång och införande av en demokratisk ordning vilket kom att symboliseras av rivningen av Berlinmuren år 1989. Dessa omvälvningar kom även att drabba det dåvarande Jugoslavien där det regerande kommunistpartiet i slutet av 1980-talet förlorade sin politiska auktoritet till förmån för de nationalistiska rörelser som växt fram i de olika delrepublikerna som utgjorde Jugoslavien och som krävde självständighet och demokrati. Kroatiens och Bosnien och Hercegovinas självständighetsiver ogillades av etniska serber i Kroatien och serber i Bosnien och Hercegovina. Med stöd från Serbien inleddes militära aktioner med syfte att stoppa dessa republikers utbrytning vilket utmynnade i det kroatiska självständighetskriget och Bosnienkriget. Med anledning av dessa krig kom antalet kroatiska migranter till Sverige åter att öka. En majoritet av dessa var bosnienkroater som till följd av etnisk rensning i Bosnien och Hercegovina kom att söka sin tillflykt i Sverige. Under Bosnienkriget sökte sig drygt 5 000 bosnienkroater till Sverige. I samband med Jugoslaviens upplösning och Kroatiens självständighet utfärdade kroatiska myndigheterna kroatiskt medborgaskap och resehandlingar till bosnienkroater vilket indirekt underlättade resa till Sverige och andra länder. Med anledning av deras kroatiska medborgarskap kom dock merparten att repatrieras till Kroatien av svenska myndigheter. Den svenska hanteringen av kroatiska krigsflyktingar från Bosnien och Hercegovina kom att bli en inrikespolitisk fråga i Sverige efter att de bosnienkroatiska flyktingarna nekats asyl och hänvisats till Kroatien. Väl i Kroatien erbjöds de boende i övergivna serbiska hem i Krajina som många serber hade lämnat i samband med Operation Storm. Detta ifrågasattes både i riksdagen av bland annat Ragnhild Pohanka (Mp), Ulla Hoffman (V) och Länderkommitén som  rapporterade att de bosnienkroater som nekadats asyl i Sverige användes för att bedriva etnisk rensning i Krajina. Flera bosnienkroater tilldelades till slut tillfälligt svenskt uppehållstillstånd och i slutändan svenskt medborgarskap. Dessa flyktingar bosatte sig framförallt i Göteborg, Småland (Växjö, Jönköping, Värnamo, Gislaved, Nässjö, Skillingaryd och Vaggeryd) och Skåne. Många av de som bosatte sig i Småland hade flytt ifrån de bosniska städerna Jajce, Travnik, Bosanski Brod, Banja Luka och Derventa.

### EU-medlemskap och kroatiska gästarbetare (2013–)
Den 1 juli 2013 blev Kroatien medlem i EU. EU-inträdet innebar att det blev enklare för kroatiska medborgare att gästarbeta i Sverige och kroatiska medborgare behövde inte längre visum för att uppehålla sig i landet längre än 6 månader.

## Historisk utveckling

### Födda i Kroatien
| Personer i Sverige födda i Kroatien 2000–2024   | Personer i Sverige födda i Kroatien 2000–2024 | Personer i Sverige födda i Kroatien 2000–2024 | Personer i Sverige födda i Kroatien 2000–2024 | Personer i Sverige födda i Kroatien 2000–2024 |
| ----------------------------------------------- | --------------------------------------------- | --------------------------------------------- | --------------------------------------------- | --------------------------------------------- |
|                                                 |                                               |                                               |                                               |                                               |
| År                                              |                                               |                                               | Folkmängd                                     |                                               |
| 2000                                            | 2000                                          |                                               | 5 229                                         |                                               |
| 2001                                            | 2001                                          |                                               | 5 419                                         |                                               |
| 2002                                            | 2002                                          |                                               | 5 585                                         |                                               |
| 2003                                            | 2003                                          |                                               | 5 726                                         |                                               |
| 2004                                            | 2004                                          |                                               | 5 853                                         |                                               |
| 2005                                            | 2005                                          |                                               | 5 937                                         |                                               |
| 2006                                            | 2006                                          |                                               | 6 063                                         |                                               |
| 2007                                            | 2007                                          |                                               | 6 137                                         |                                               |
| 2008                                            | 2008                                          |                                               | 6 158                                         |                                               |
| 2009                                            | 2009                                          |                                               | 6 237                                         |                                               |
| 2010                                            | 2010                                          |                                               | 6 277                                         |                                               |
| 2011                                            | 2011                                          |                                               | 6 332                                         |                                               |
| 2012                                            | 2012                                          |                                               | 6 422                                         |                                               |
| 2013                                            | 2013                                          |                                               | 6 714                                         |                                               |
| 2014                                            | 2014                                          |                                               | 7 447                                         |                                               |
| 2015                                            | 2015                                          |                                               | 8 452                                         |                                               |
| 2016                                            | 2016                                          |                                               | 9 324                                         |                                               |
| 2017                                            | 2017                                          |                                               | 10 252                                        |                                               |
| 2018                                            | 2018                                          |                                               | 11 163                                        |                                               |
| 2019                                            | 2019                                          |                                               | 11 844                                        |                                               |
| 2020                                            | 2020                                          |                                               | 12 207                                        |                                               |
| 2021                                            | 2021                                          |                                               | 12 559                                        |                                               |
| 2022                                            | 2022                                          |                                               | 13 016                                        |                                               |
| 2023                                            | 2023                                          |                                               | 13 204                                        |                                               |
| 2024                                            | 2024                                          |                                               | 12 975                                        |                                               |
| Anm.: Befolkning den 31 december respektive år. |                                               |                                               |                                               |                                               |

## Kultur
Precis som andra invandrargrupper ifrån Balkan så har kroater snabbt integrerats i samhället, såväl arbetskraftsinvandrarna som flyktinginvandrarna har lyckats komma i arbete och studier. Av de 147 000 som från 1991 och framåt kom att anlända till Sverige som flyktingar har omkring 70 % kommit i sysselsättning, hur många av dessa som är kroater är svårt att avgöra då etnicitet inte redovisas separat utan ursprungsland används. 
I Sverige finns det ett stort antal kultur- och idrottsföreningar startade av kroater som arbetar för att främja kroatisk kultur och språk. Även många andra- och tredje-generationens kroater är aktiva i dessa föreningar som bland annat anordnar fester och idrottsevenemang.